# Interesse arqueológico sobre a Pedra da Gávea

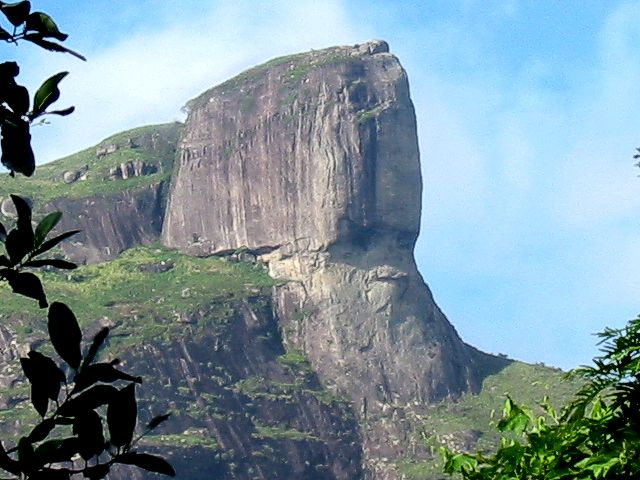
Pedra da Gávea, Rio de Janeiro. Os "olhos" do "rosto" estão virados à direita desta imagem. As gravuras que podem ser vistas na cúpula da montanha compõem a suposta inscrição

A Pedra da Gávea é uma montanha localizada na Floresta da Tijuca, no Rio de Janeiro, Brasil. A meteorização diferenciada em um dos lados da rocha criou o que é descrito por alguns como um "rosto" humano estilizado. As marcas na outra face da rocha foram descritas como uma inscrição. Alguns indivíduos, como Bernardo de Azevedo da Silva Ramos, defenderam a posição de que a inscrição é de origem fenícia e possivelmente uma prova de contato entre culturas pré-colombianas e do Velho Mundo (ver contatos transoceânicos pré-colombianos). Entre as teorias alternativas que foram propostas está a de que a rocha era o local de uma colônia de viquingues ou que é conectada com a atividade de OVNIs.
No entanto, há consenso entre geólogos e cientistas de que a "inscrição" é o resultado do processo natural de erosão e de que o "rosto" é um produto de pareidolia. Nenhuma evidência credível que sustente a ideia de que a Pedra da Gávea foi descoberta por fenícios ou por qualquer outra civilização não nativa nunca foi coletada. Além disso, o consenso de arqueólogos e acadêmicos no Brasil é de que a montanha não deve ser vista como um sítio arqueológico, sendo todas as hipóteses deste tipo consideradas como teorias marginais.

## Suposta inscrição

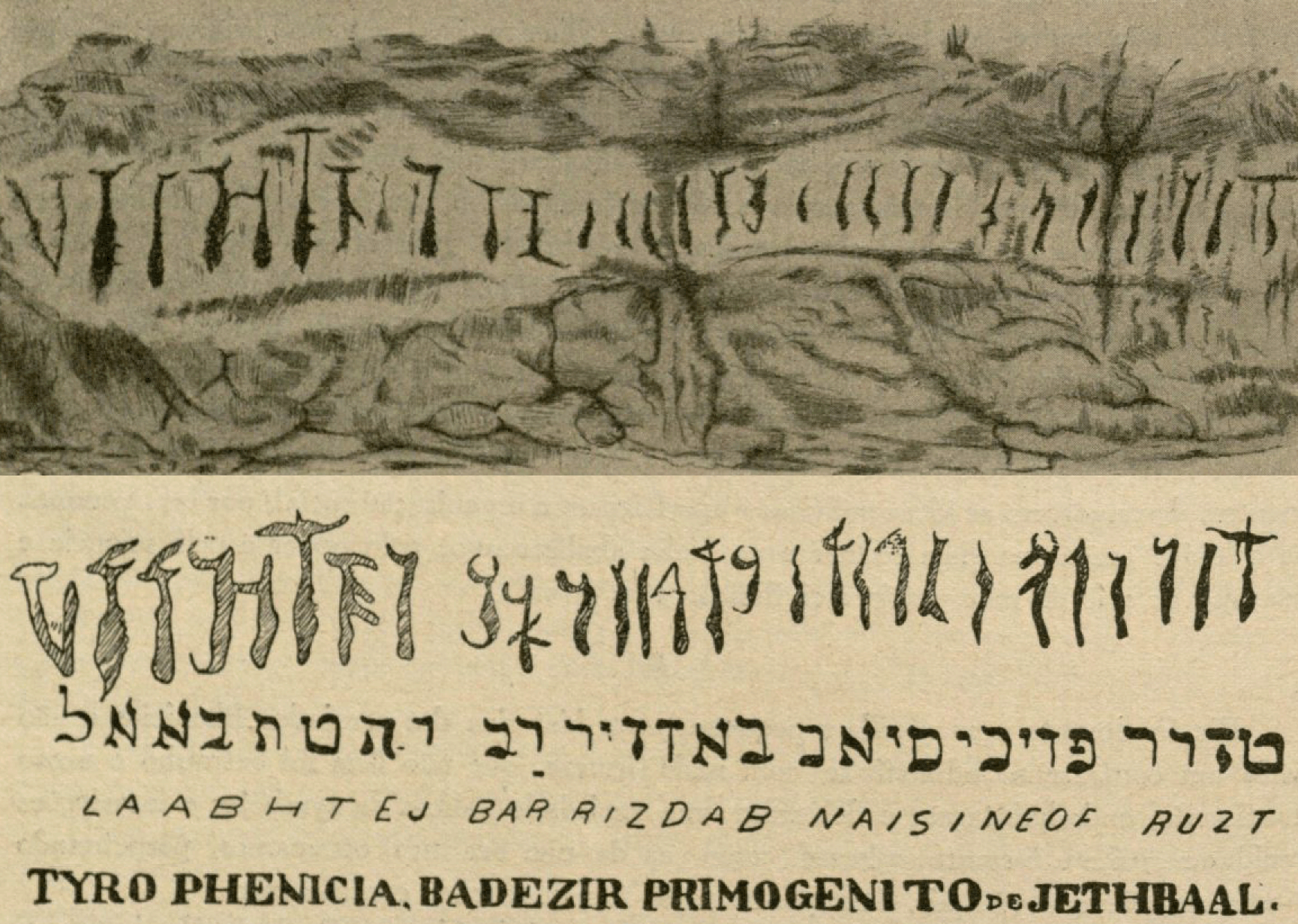
Interpretação das marcas na Pedra da Gávea por Bernardo de Azevedo da Silva Ramos, de seu livro Tradições da América Pré-Histórica, Especialmente do Brasil. A primeira linha é a inscrição in situ, a segunda linha é apenas os caracteres, a terceira é uma tradução para o hebraico, a quarta é uma representação das letras no alfabeto latino e a última linha é a suposta mensagem em português.

Há uma suposta inscrição esculpida na rocha da montanha brasileira da Pedra da Gávea, que alguns afirmam estar em fenício, uma língua semítica conhecida pelos estudiosos modernos apenas a partir de inscrições. De acordo com Paul Herrmann em seu livro Conquests by Man, a inscrição na montanha é conhecida há algum tempo, mas tinha sido meramente atribuída a "algum povo americano pré-histórico desconhecido". Um exame mais detalhado, no entanto, levou alguns pesquisadores a acreditar que ela era de origem fenícia. A inscrição transliterada, conforme o brasileiro Bernardo de Azevedo da Silva Ramos, é: "LAABHTEJBARRIZDABNAISINEOFRUZT".
Tendo em conta que o fenício é escrito da direita para a esquerda, acredita-se que a inscrição deve ser lida como "TZUR FOENISIAN BADZIR RAB JETHBAAL", que é traduzido aproximadamente como "Tiro, Fenícia, Badezir, primogênito de Jethbaal". Alega-se que isto possa corresponder a um governante fenício chamado Badezir, que governou Tiro em meados do século IX a.C., c. 850 a.C. Também alega-se que o "rosto" da rocha foi esculpido à semelhança de Badezir. Uma edição do The INFO Journal especulou se a montanha contém um túmulo fenício, embora não haja nenhuma evidência científica que sugira isto.

## História
De acordo com relatos, missionários cristãos foram o primeiro grupo de pessoas a notar as marcas estranhas. Eles falaram sobre suas descobertas a João VI, o Rei de Portugal na época; seu filho, Pedro I do Brasil, mais tarde se interessou por essas teorias. Em 1839, Januário da Cunha Barbosa e Araújo Porto Alegre, em nome do Instituto Histórico e Geográfico Brasileiro (IHGB), realizaram o primeiro estudo oficial da montanha. Posteriormente, publicaram um artigo intitulado "Relatório Sobre uma Inscrição da Gávea" no qual examinaram as marcas mais de perto. Na década de 1930, Ramos estudou a montanha, na esperança de que pudesse provar suas crenças de que "existia uma civilização pré-colombiana no continente americano contemporânea ao apogeu da expansão fenícia e grega no Mediterrâneo". Ele afirmou ter "conseguido decifrar as inscrições" que foram descritas pelo IHGB e publicou posteriormente um livro de dois volumes intitulado Tradições da América Pré-Histórica, Especialmente do Brasil, onde tentou documentar todas as provas das supostas inscrições fenícias no Brasil.

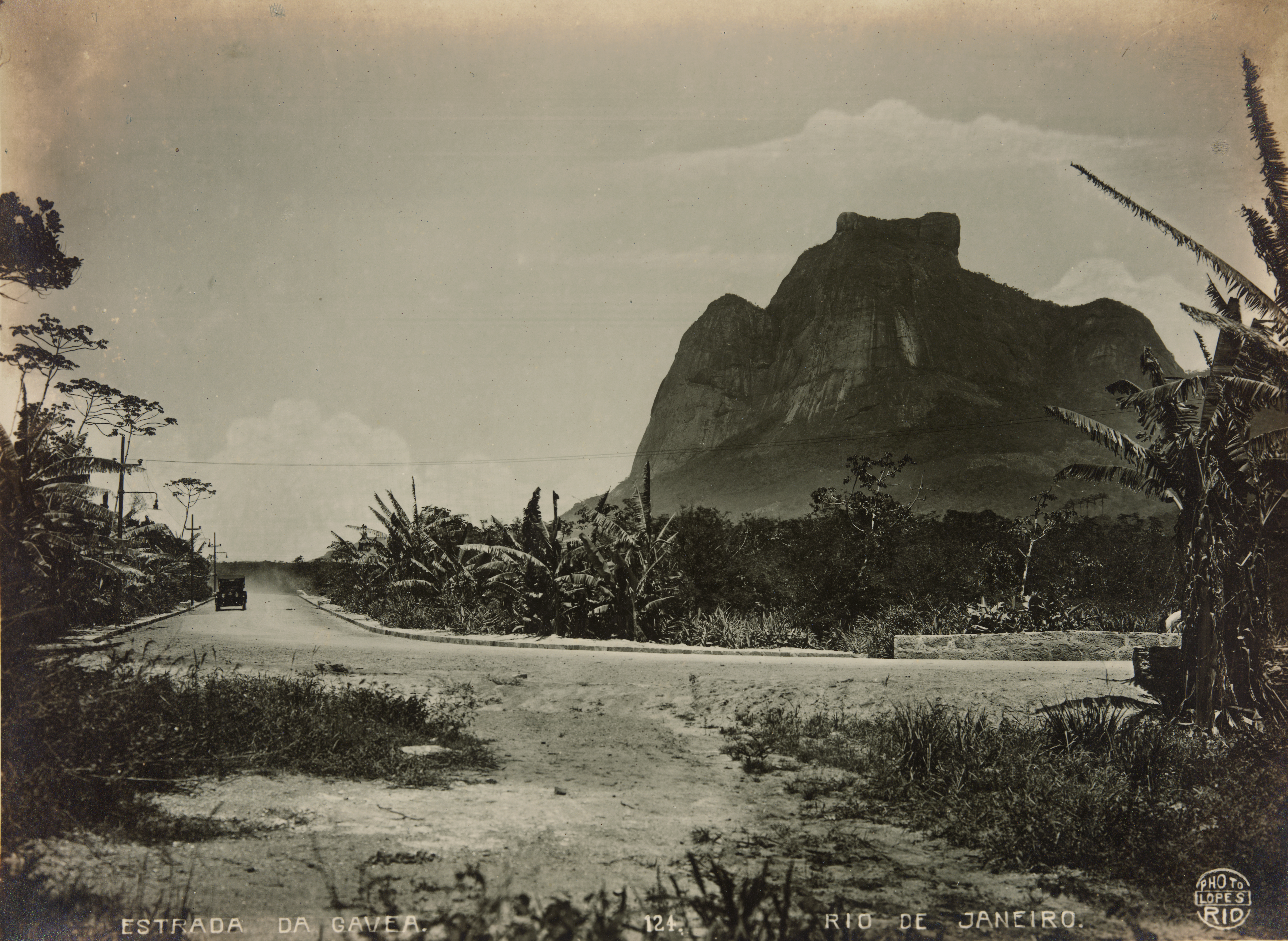
Estrada da Gávea (1920-1930)

Várias outras pessoas e organizações têm tentado racionalizar e verificar a inscrição. Pelo menos um estudo foi realizado por um élder mórmon chamado Irineu Petri para encontrar "a possível relação entre a inscrição [...] e o Livro de Mórmon". O arqueólogo argentino Jacques de Mahieu argumentou que a inscrição não era fenícia, mas sim runas nórdicas, que diziam: "Próximo a este rochedo, numerosas pranchas de carvalho para navio estão depositadas nas praias de areia grossa". Além disso, ele argumentou que os viquingues teriam reverenciado o local, visto que a montanha teria aparecido a eles como seu deus Odin. Outras pessoas acreditavam que as cavernas que formam os "olhos" estão "ligadas a outras civilizações" ou ligadas "à cidade subterrânea de Shambala". Outros ainda acreditavam que Pedra da Gávea fazia parte de uma alegada rota de OVNIs. A International Fortean Organization usou a descoberta de 1982 do que se acreditava ser ânforas fenícias na Baía de Guanabara por Robert F. Marx como evidência de que os fenícios estiveram pelo menos na região.

## Análise científica

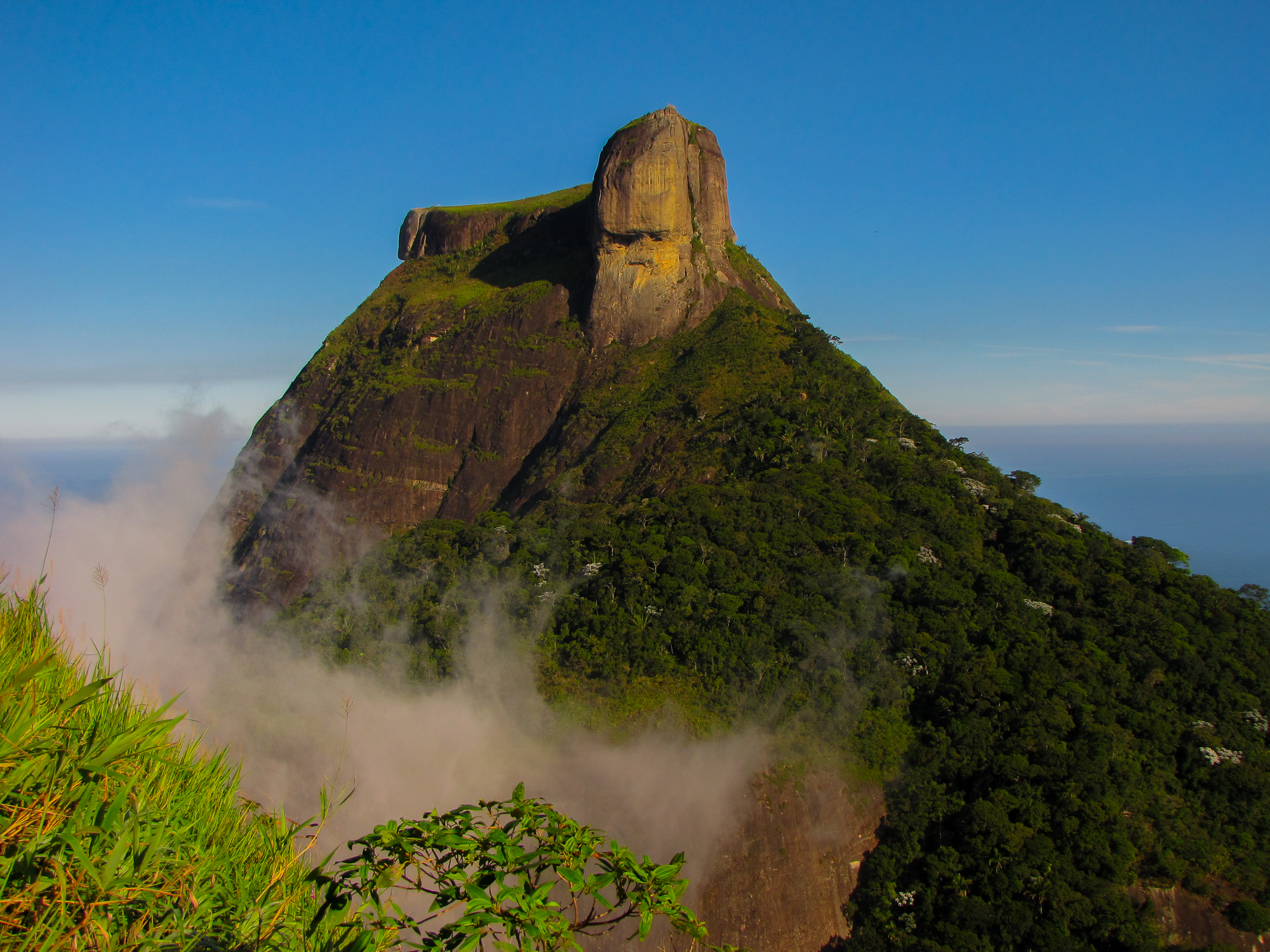
Neblina na Pedra da Gávea em maio de 2012

Como a pesquisa de Barbosa e Porto Alegre foi realizada durante os primeiros anos do reinado do imperador brasileiro Pedro II, Lucia Maria Pascoal Guimarães e Birgitte Holten postularam mais tarde que o foco na Pedra da Gávea era uma tentativa do Império Brasileiro de construir a nação e "estabelecer as raízes de um Estado etno-cultural ancorado no conceito do Velho Mundo". O trabalho de Ramos, em particular, foi criticado por cientistas e estudiosos. O hispanista e arabista tcheco Alois Richard Nykl
escreveu que Ramos "adotou princípios errados e, consequentemente, chegou a conclusões erradas". Além disso, Nykl escreveu que "procurar equivalentes fenícios e gregos em petróglifos misteriosos [...] é pura imaginação desprovida de qualquer base sólida". Em um artigo para a Live Science, Kim Ann Zimmermann argumentou que a crença nas inscrições e no "rosto" na Pedra da Gávea são exemplos de pareidolia, o fenômeno psicológico que envolve um estímulo vago e aleatório que é percebido como significativo.
A maioria dos pesquisadores sugere que a inscrição e o "rosto" são meramente resultados da erosão. Barbosa e Porto Alegre concluíram inicialmente que embora fosse possível que as marcas fossem letras fenícias corroídas, havia também a possibilidade de que fossem feitas por processos naturais. T. Cooper Clark, colega da Royal Geographical Society e do Instituto Antropológico Real da Grã-Bretanha e Irlanda, em seu artigo "O XX Congresso Internacional de Americanistas", descreveu uma expedição que ele levou ao local e alegou que "as linhas são formadas apenas pela erosão" e que "a própria inacessibilidade do lugar imediatamente descarta a ideia de que tais marcas sejam obra do homem". No livro Geomorphological Landscapes of the World, sugere-se que a "face" da estrutura é o resultado de intemperismo diferencial no ponto em que a cúpula de granito da montanha encontra a camada de gnaisse. Em agosto de 2000, um grupo de geólogos viajou até o cume da Pedra da Gávea com equipamentos para determinar se a montanha possuía qualquer espaço oco; seus resultados mostraram que a estrutura era sólida e que não havia túneis internos ou túmulos. O grupo também concluiu que as "inscrições" eram apenas sulcos verticais que haviam sido formados nas partes menos resistentes da pedra.
Em meados da década de 1950, o Ministério da Educação e Saúde do Brasil negou que o local apresentasse qualquer tipo de escrita, declarando "que o exame feito por geólogos havia provado ser nada mais do que o efeito da erosão do tempo aquilo que parecia ser uma inscrição". Arqueólogos e estudiosos brasileiros adotaram uma atitude negativa em relação ao tratamento do local, sendo que Herrmann observou que "a arqueologia brasileira nega totalmente a existência de inscrições fenícias em qualquer parte do país".